# Morgan: La Sacra Ruota
Morgan: La Sacra Ruota è una miniserie a fumetti di fantascienza di 4 numeri (più un numero 0) creata da Ade Capone e Leo Ortolani e pubblicata dalla Star Comics da settembre 1998 a maggio 1999.
Il logo, la grafica e i colori di copertina sono stati realizzati da Ivan Cappiello, il lettering da Romina Denti (nn. 0, 3, 4) e Luca Iermano (nn. 1, 2).
Nel 2009-2010 la miniserie è stata ristampata in 2 volumi brossurati da parte della GP Publishing.
Inizialmente è stato in fase di studio un seguito della miniserie.

## Trama
In un futuro prossimo, a Sydney la popolazione, oppressa da un regime dispotico che utilizza le terribili Guardie Nere per seminare terrore, sembra rassegnata al suo destino. Ma un gruppo di ribelli decide di prendere in mano la situazione e di schierarsi apertamente contro l'ordine dispotico che li opprime; la loro missione è resa possibile anche grazie all'aiuto dalla rete telematica chiamata Hackernet. Con loro si schiererà il misterioso Morgan Grey che darà nuove speranze al gruppo e al mondo.

## Albi
| Nr. | Titolo                 | Data pubblicazione | Soggetto                  | Sceneggiatura | Disegni              | Copertina            |
| --- | ---------------------- | ------------------ | ------------------------- | ------------- | -------------------- | -------------------- |
| 0   | L'inizio               | settembre 1998     | Ade Capone e Leo Ortolani | Ade Capone    | Fabio Mantovani      | Alessandro Nespolino |
| 1   | Lotta per la libertà   | novembre 1998      | Ade Capone e Leo Ortolani | Ade Capone    | Alessandro Nespolino | Alessandro Nespolino |
| 2   | La notte maledetta     | gennaio 1999       | Ade Capone e Leo Ortolani | Ade Capone    | Ivan Cappiello       | Alessandro Nespolino |
| 3   | Braccati da Joba       | marzo 1999         | Ade Capone e Leo Ortolani | Leo Ortolani  | Fabio Mantovani      | Alessandro Nespolino |
| 4   | Il canto della Matrice | maggio 1999        | Ade Capone e Leo Ortolani | Leo Ortolani  | Alfredo Orlandi      | Alessandro Nespolino |

### Ristampe
- Morgan: La Sacra Ruota n. 1, ed. GP Publishing, 224 pagine, 19,5 x 25,6 cm, ISBN 9788864680361[2]
- Morgan: La Sacra Ruota n. 2, marzo 2010, ed. GP Publishing, 192 pagine, 19,5 x 25,6 cm, copertina di Alessandro Bocci, ISBN 978-88-6468-037-8[3]